# Plá (Buenos Aires)
Plá (aussi appelée Placita) est une petite localité dans la province de Buenos Aires, en Argentine. Elle se situe dans le partido d'Alberti.

## Géographie
Plá se situe à 175 km au sud-ouest de Buenos Aires et 11,5 km au sud d'Alberti, chef-lieu du partido. Le territoire urbanisé de Plá forme un rectangle presque parfait. Le Río Salado passe au nord de la localité et plusieurs de ses affluents à l'ouest. Plá est entourée de lagunes.

### Transports
La localité est reliée à Alberti par le chemin provincial secondaire 002-01. Elle tenait une liaison ferroviaire avec Achupallas et Comodoro Py par la Chemin de fer General Manuel Belgrano (ligne G4). La route nationale 5 passe à proximité de son territoire.

## Toponymie
La localité fut nommée en l'honneur de Francisco Plá, propriétaire des terrains sur lesquels Plá fut fondée.

## Histoire
En 1908, la gare de Plá a été construite par la CGBA. Elle prit le nom de Francisco Plá, propriétaire de terrains locaux. Ce dernier chercha à fonder une ville sur ses terres et proposa un plan au gouvernement Buenos-airien qui fut accepté le 28 mars 1923, date qui fut retenue comme date de fondation officielle de la localité de Plá. 

## Population et société
Plá comptait 192 habitants en 2010. Elle a donc droit à une délégation municipale, représentée par Javier San José.
On trouve une chapelle catholique placée sous le vocable de Nuestra Señora del Perpetuo Socorro (Notre-Dame du Perpétuel Secours).

## Économie
L'économie de la localité est majoritairement agricole, il y a une usine de production de semences au nord de Plá. Il y a plusieurs commerces autour de l'ancienne gare.

## Sports
Le Club Deportivo Plá est le seul club sportif de la localité. Il dispose d'un terrain de football au nord-est de la localité.

## Lieux et monuments
- Place Palantelén, au centre de la localité.
- Gare ferroviaire de Plá, construite en 1908 (abandonnée).